# Romana FC
Romana Fútbol Club fue un club de fútbol de República Dominicana de la provincia La Romana que juega en la Primera División de República Dominicana.

## Datos del club
- Temporadas en Primera División: 2
- Temporadas en Segunda División: .
- Mayor goleada conseguida: . 
  - En campeonatos nacionales: .
  - En torneos internacionales: .
- Mayor goleada encajada: .
  - En campeonatos nacionales: .
  - En torneos internacionales: .
- Mejor puesto en la liga: .
- Peor puesto en la liga: .
- Máximo goleador: .
- Portero menos goleado: .
- Más partidos disputados: .

### Plantilla 2013/16
- = Capitán
- = Lesionado de larga duración

### Cuerpo técnico 2013/14
| Cargo                  | Nombre                             |
| ---------------------- | ---------------------------------- |
| Entrenador             | Claudio Parrella                   |
| Segundo entrenador     | Gustavo Gimondo                    |
| Preparador físico      | Juan Alberto Reyes                 |
| Preparador de porteros | Robert Gomez                       |
| Médico                 | Bandera de la República Dominicana |
| Director deportivo     | Elimelec de los Santos             |
| Masajista              | Florentina Mack                    |